# Santa Maria di Canepanova

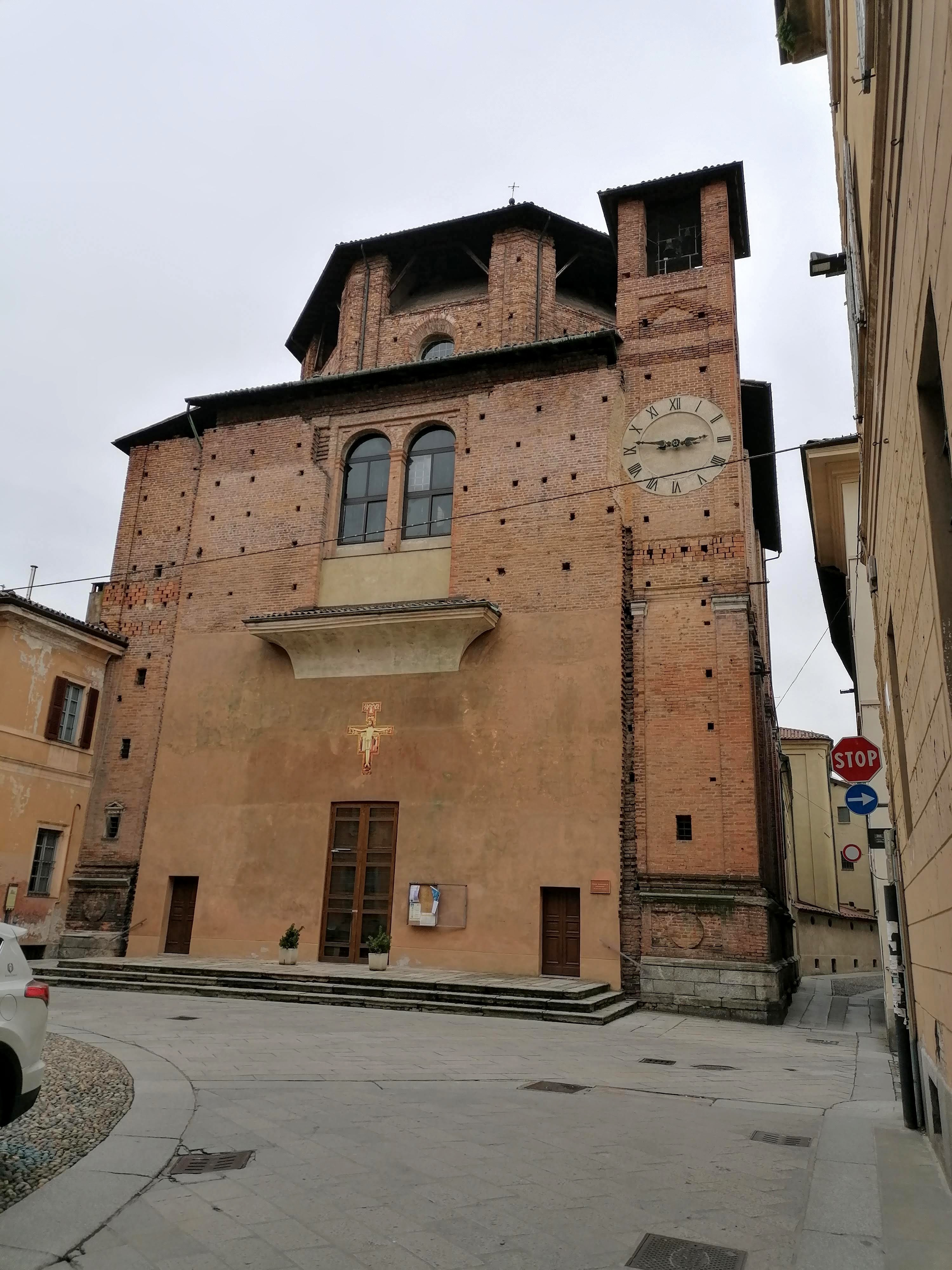
Fassade

Die Kirche Santa Maria Incoronata di Canepanova ist ein katholisches Gotteshaus in der Via Defendente Sacchi in Pavia. Das Kirchenprojekt wurde kürzlich Cristoforo Solari zugeschrieben, während man in der Vergangenheit annahm, dass das Gebäude das Werk von Giovanni Antonio Amadeo oder, nach anderen Meinungen, von Donato Bramante sei.

## Geschichte
An der Stelle, an der sich heute die Kirche befindet, stand einst ein Haus im Besitz der adligen pavesischen Familie Canepanova, auf dessen Fassade ein Bild der Madonna freskiert war. Um 1490 wurden diesem Gemälde einige Wunder zugeschrieben, sodass 1492 auf Initiative der Hauseigentümer eine weltliche Bruderschaft gegründet wurde, mit dem Ziel, Mittel für den Bau der neuen Kirche zu sammeln. Die Bauarbeiten begannen im Jahr 1500, wurden jedoch 1519 aufgrund der anhaltenden Kriege, die das Herzogtum Mailand in diesen Jahrzehnten erschütterten, unterbrochen.
Das Kirchenprojekt wurde wahrscheinlich von Cristoforo Solari entworfen. In der Vergangenheit war es jedoch Giovanni Antonio Amadeo zugeschrieben worden, während die Kunsthistoriker Bruno Adorni und Arnaldo Bruschi vermuten, dass der Entwurf von Donato Bramante stammen könnte.
Im Jahr 1557 wurde die Kirche den Barnabiten anvertraut, die dem Bauvorhaben neuen Schwung verliehen, sodass das Gebäude 1564 fertiggestellt und vom Bischof von Pavia, Ippolito de' Rossi, geweiht wurde. Neben der Kirche ließen die Barnabiten auch ein Kollegium errichten, das der Erziehung von Jungen gewidmet war.
Im Jahr 1810, mit dem Dekret vom 25. April von Napoleon und der Aufhebung der religiösen Kongregationen, mussten die Barnabiten das Kloster verlassen, das bereits als Schule genutzt wurde und am 18. Juli 1811 von der Stadt Pavia übernommen wurde. Die Kirche wurde daraufhin, bis zur Ankunft der Franziskaner, zum Sitz der Bruderschaft von San Sebastiano. Die Räumlichkeiten des ursprünglichen Klosters beherbergen hingegen das humanistische Gymnasium, das 1865 nach Ugo Foscolo benannt wurde. Seit 1915 ist die Kirche den Franziskaner anvertraut.

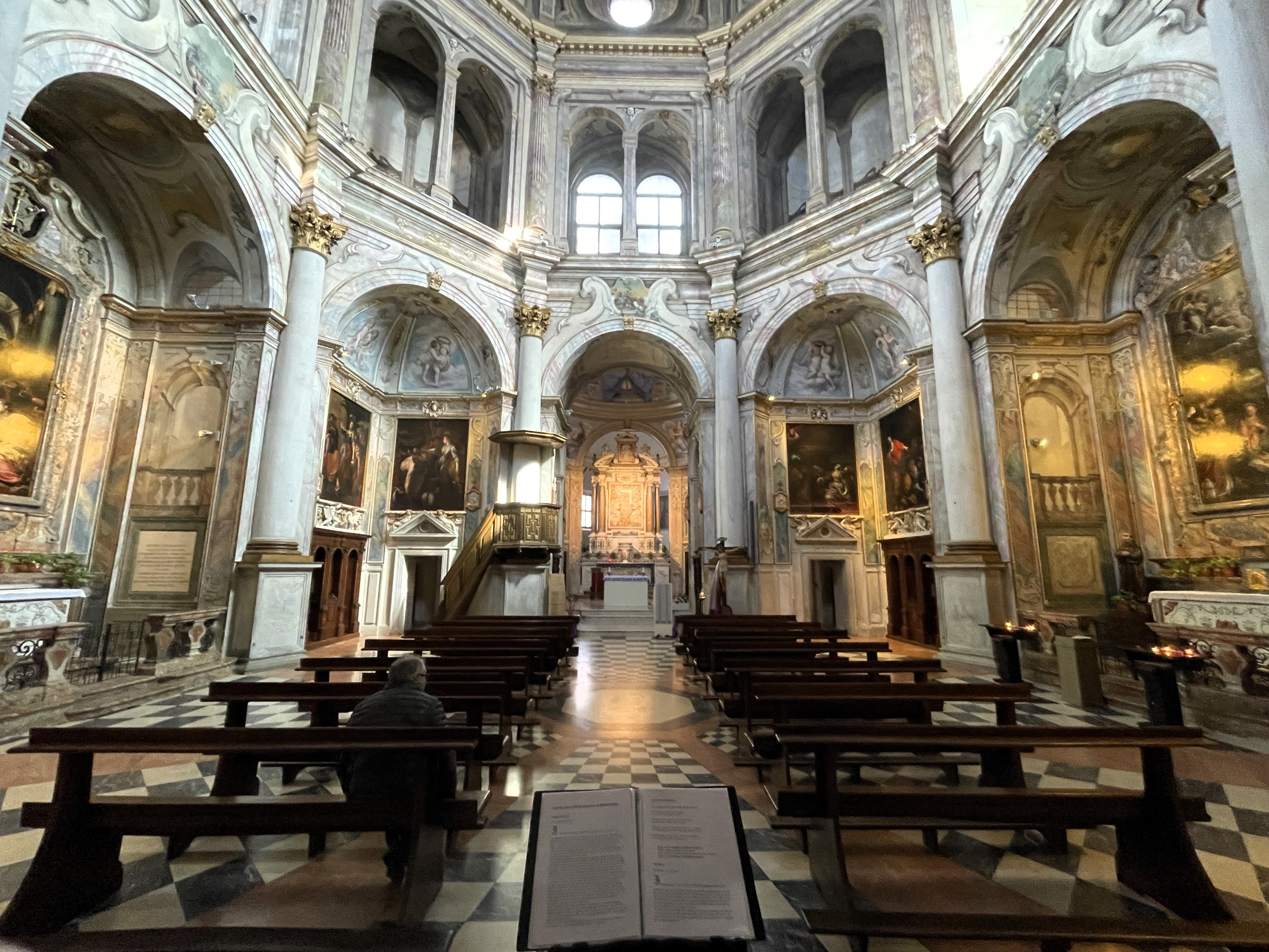
Das Innere der Kirche.
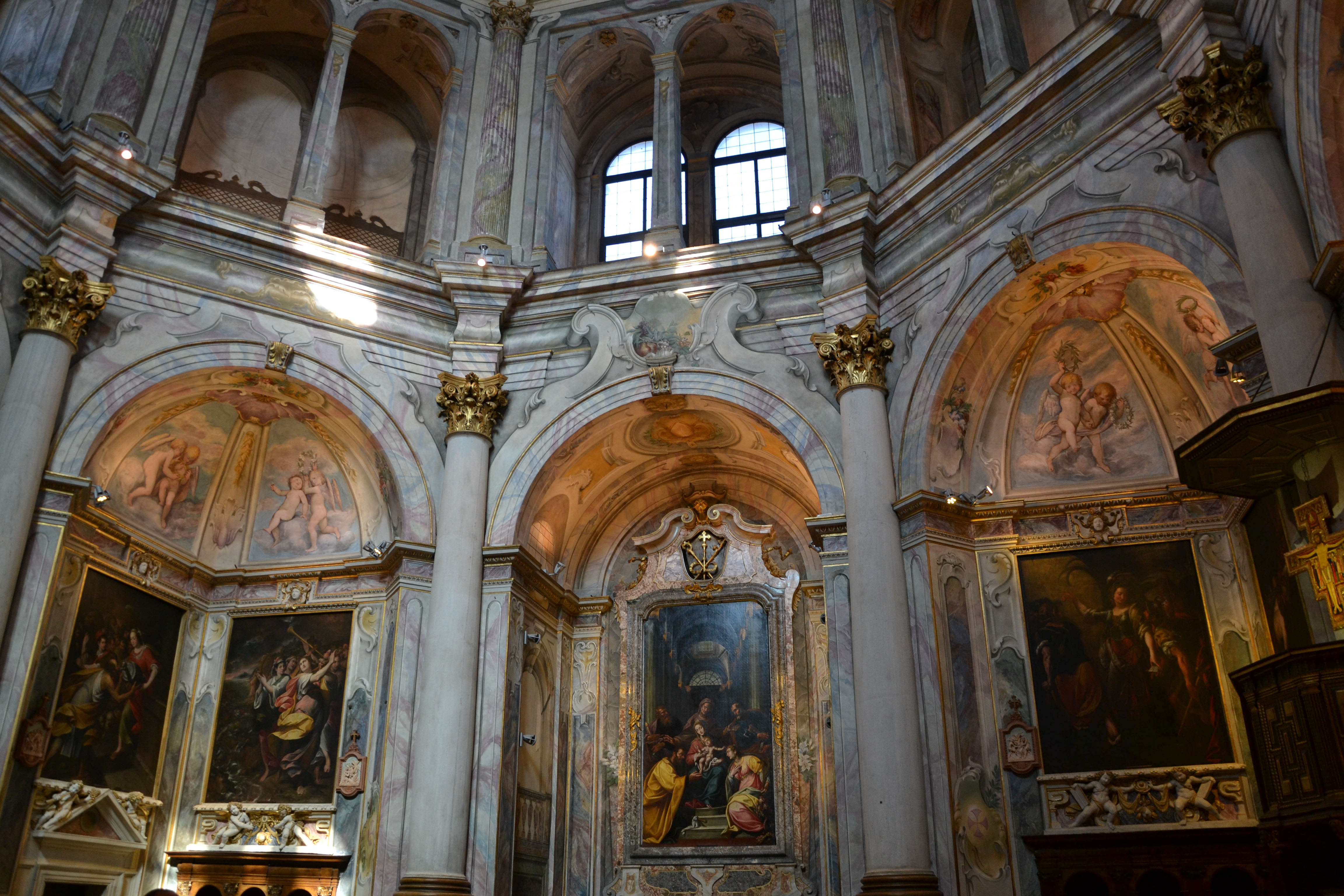
Das Innere der Kirche.
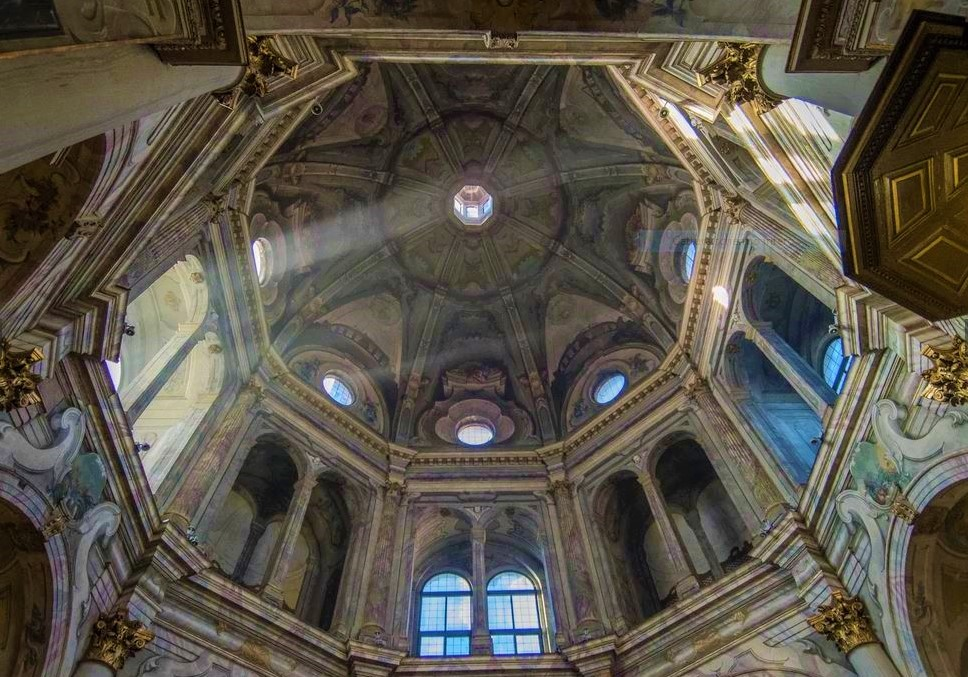
Die Kuppel.
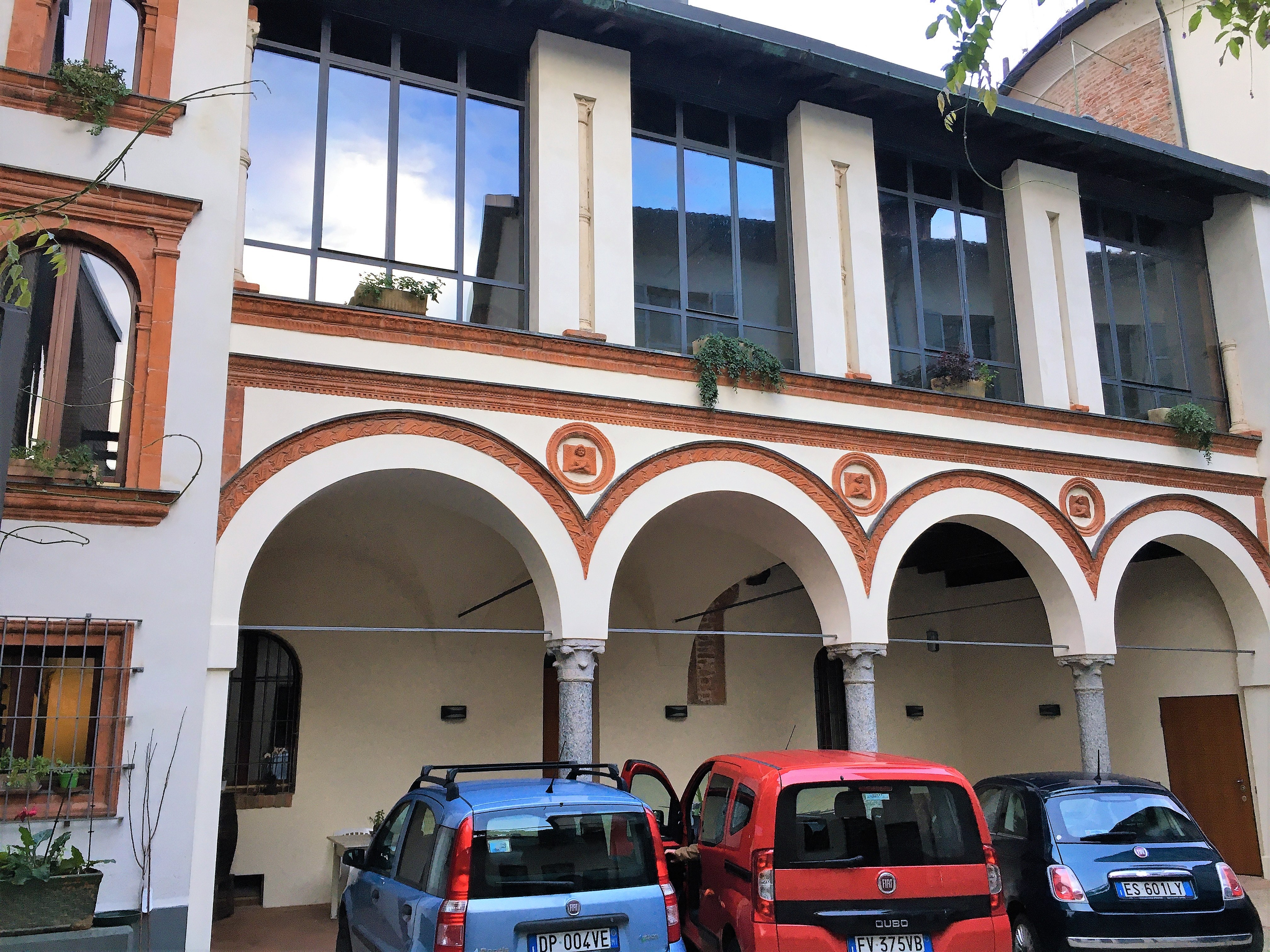
Der Kreuzgang, 1460–1480.

## Bauwerk
Die Kirche hat einen zentralen Grundriss, auf dem das achteckige Laternenturm ruht, das von vier kleinen Glockentürmen umgeben ist – ein in der Lombardei während der Renaissance weit verbreiteter Grundriss, der von den Entwürfen Donato Bramantes inspiriert wurde. An den Ecken der Kirche erheben sich vier Türme. Der rechte Turm an der Fassade trägt eine Uhr, während der andere auf derselben Seite, im Osten, an seiner Spitze die Glockenzelle beherbergt. Der zweite Turm auf der linken Seite der Fassade ist auf Höhe der Fassade selbst unterbrochen, bleibt aber durch die Gestaltung des Sockels deutlich erkennbar.
Die Fassade ist unvollendet und im unteren Bereich verputzt. Im südlichen Teil befindet sich eine sehr besondere Dekoration aus miteinander verbundenen Kreisformen, die von einem Rahmen aus Terrakotta eingefasst ist. Die Innendekoration wurde Anfang des 17. Jahrhunderts von bedeutenden Malern der barocken Schule geschaffen. Der zentrale Raum hat eine quadratische Form, auf die sich im oberen Bereich eine achteckige Struktur aufsetzt, die die Aufteilung der Kuppel widerspiegelt.
Der Chorraum wurde ab 1564 erbaut. In den Gewölbekappen, auf denen die zweite Kuppel ruht, die den Hochaltar bedeckt, sind acht Sibyllen paarweise dargestellt, gemalt von Guglielmo Caccia, genannt „il Moncalvo“. Jede Sibylle trägt ein gemaltes Band mit lateinischen Zitaten von Prophezeiungen, die in marianischer Deutung gelesen werden.
Unterhalb der Sibyllen befinden sich vier Statuen: zwei biblische Könige neben dem Altar und zwei Propheten auf der Seite zum Kirchenschiff hin. Der Hochaltar bewahrt die Darstellung der Madonna, eingefasst in ein monumentales skulpturales Werk aus Alabaster, weißem Marmor und den roten Marmorsäulen, geschaffen vom Genueser Bildhauer Tommaso Orsolino (1587–1675).
In den Seitenwänden des Kirchenschiffs öffnen sich zwei Kapellen: links die Kapelle der heiligen Anna und rechts die Kapelle des heiligen Josef. In den vier Ecken sind paarweise die großen Gemälde des Zyklus der biblischen Heldinnen ausgestellt.
Auf dem Altar der Kapelle der heiligen Anna befindet sich ein Gemälde, das Gianbattista Tassinari zugeschrieben wird, einem pavesischen Maler aus dem frühen 17. Jahrhundert. Das Gemälde zeigt die Madonna mit dem Jesuskind, hinter ihr stehend ihre Mutter, die heilige Anna, sowie an den Seiten die heiligen Petrus und Paulus, der auch Schutzpatron der Barnabiten ist.
Auf dem Altar der Kapelle des heiligen Josef befindet sich das Gemälde von Simone Peterzano, das die Geburt Christi mit der Heiligen Familie darstellt. Zu sehen sind Heilige und weitere anbetende Figuren, darunter rechts der heilige Antonius von Padua.
An den Ecken des Saals befindet sich ein Zyklus von acht Gemälden, die biblische Heldinnen darstellen. Der Zyklus soll durch die Geschichten der weiblichen Figuren des Alten Testaments die Tugenden der Madonna veranschaulichen. Die Gemälde wurden im ersten Viertel des 17. Jahrhunderts von vier verschiedenen Malern geschaffen: Camillo Procaccini, Giulio Cesare Procaccini, Alessandro Tiarini und Guglielmo Caccia. Unter jedem Gemälde befindet sich ein Rahmen, der von zwei Engeln/Putten getragen wird, die unterschiedliche Haltungen einnehmen.
Die große achteckige Kuppel war die letzte, die dekoriert wurde, mit den illusionistischen Perspektiven des Quadraturmalers Giovanni Battista Longone zu Beginn des 18. Jahrhunderts. Unter dem Presbyterium befindet sich eine achteckige Krypta, die wahrscheinlich 1569 erbaut wurde und heute nicht mehr vom Inneren der Kirche aus zugänglich ist. Sie beherbergt zehn Sarkophage aus verputztem Mauerwerk mit Inschriften und gemalten Wappen, darunter die von Erich II. von Braunschweig-Calenberg, Herzog von Braunschweig-Calenberg, der 1584 in Pavia starb, sowie die seines Sohnes Wilhelm, der ebenfalls in Pavia im Jahr 1585 verstarb. Weiterhin finden sich hier die Grabstätten der Baronin D’Obernitz Faccioli, Hofdame mit dem Goldenen Schlüssel des Kurfürsten von Sachsen und Trägerin des Sternkreuzordens Ihrer Kaiserlich-Königlichen Apostolischen Majestät, die 1773 verstarb, der Gräfin Anna Malaspina Mezzabarba, die 1691 verstarb, sowie der Adelsfamilien Dal Verme und Mandelli. In der Mitte der Krypta öffnet eine Falltür den Zugang zur gemeinsamen Begräbnisstätte der Barnabiten.
Hinter dem Chor der Kirche, im östlichen Bereich, ist bis heute ein kleines Gebäude erhalten, das im unteren Teil von einem Säulengang geprägt ist und darüber eine offene Loggia aufweist. Die Struktur ist älter als die Kirche und gehörte ursprünglich zum kleinen Kloster der Convertite, das später in die Kirche integriert wurde.
Das Gebäude besteht aus zwei Ebenen: Die erste weist einen von Kreuzgewölben überdachten Portikus auf, dessen Säulen und Kapitelle aus glattem Blattwerk im spätgotischen Stil aus Granit gefertigt sind. In den Bögen darüber sind Schalen mit profiliertem Rand eingelassen, in denen Halbfiguren von Engeln mit großen Flügeln und gefalteten Händen auf der Brust dargestellt sind.
Die obere Ebene besteht aus einer offenen Loggia mit einer flachen Holzdeckenkonstruktion. Ursprünglich wurde die Loggia nach außen hin von schlanken Säulchen getragen, die heute in Mauerpfeiler eingefasst sind. Der kleine Kreuzgang wird auf die Zeit zwischen 1460 und 1480 datiert.

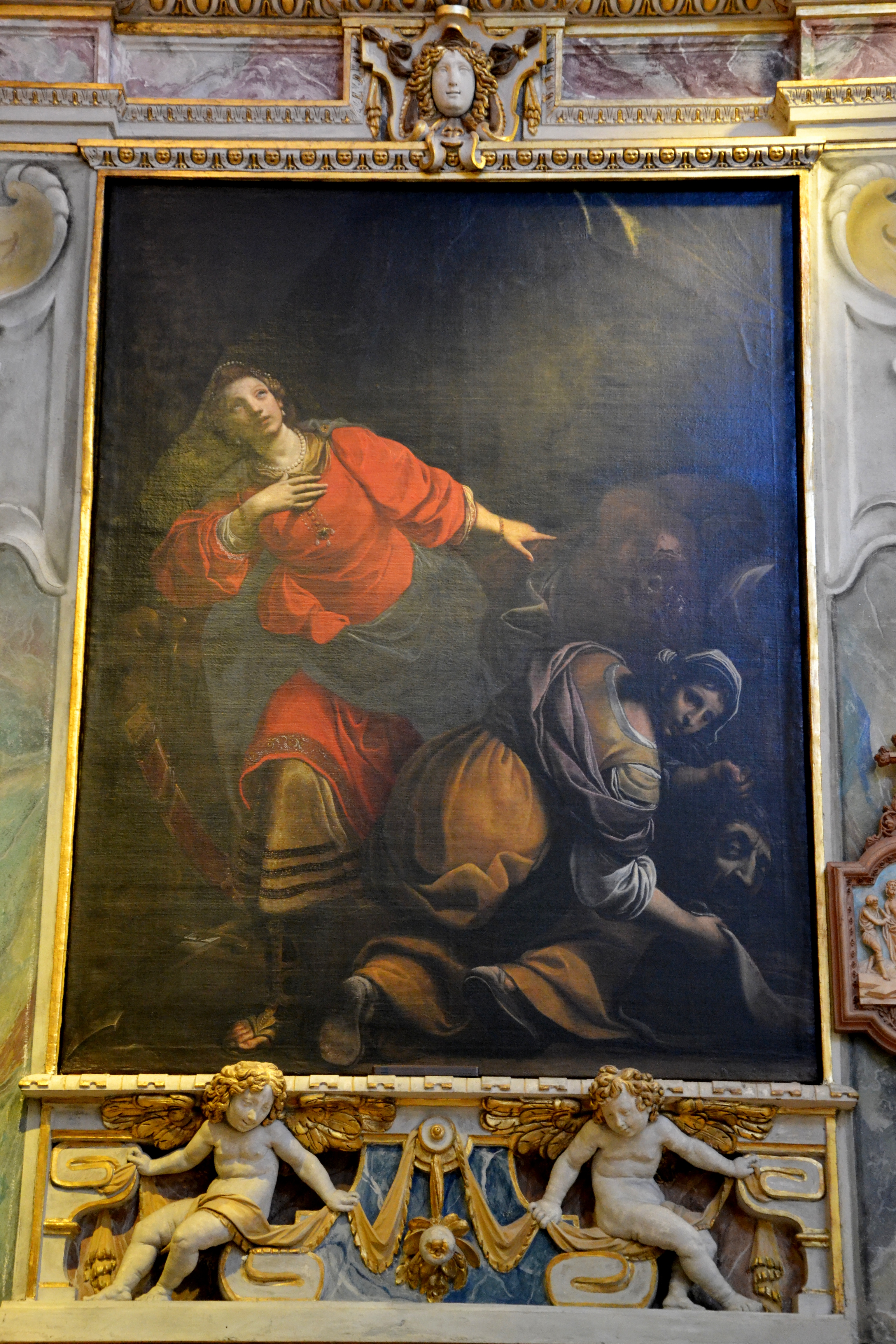
Alessandro Tiarini, Judith und Holofernes.
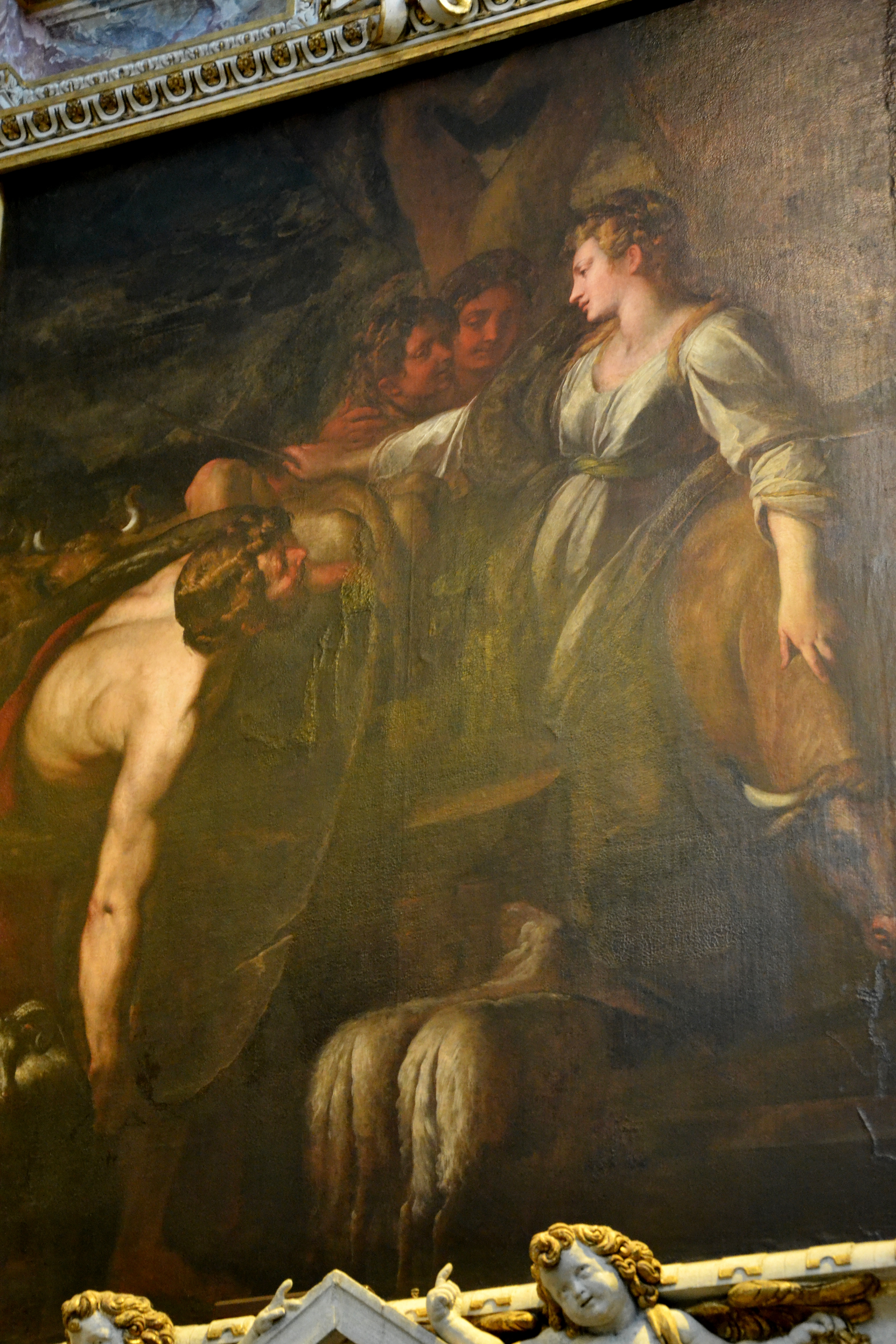
Giulio Cesare Procaccini, Rahel und Jakob.
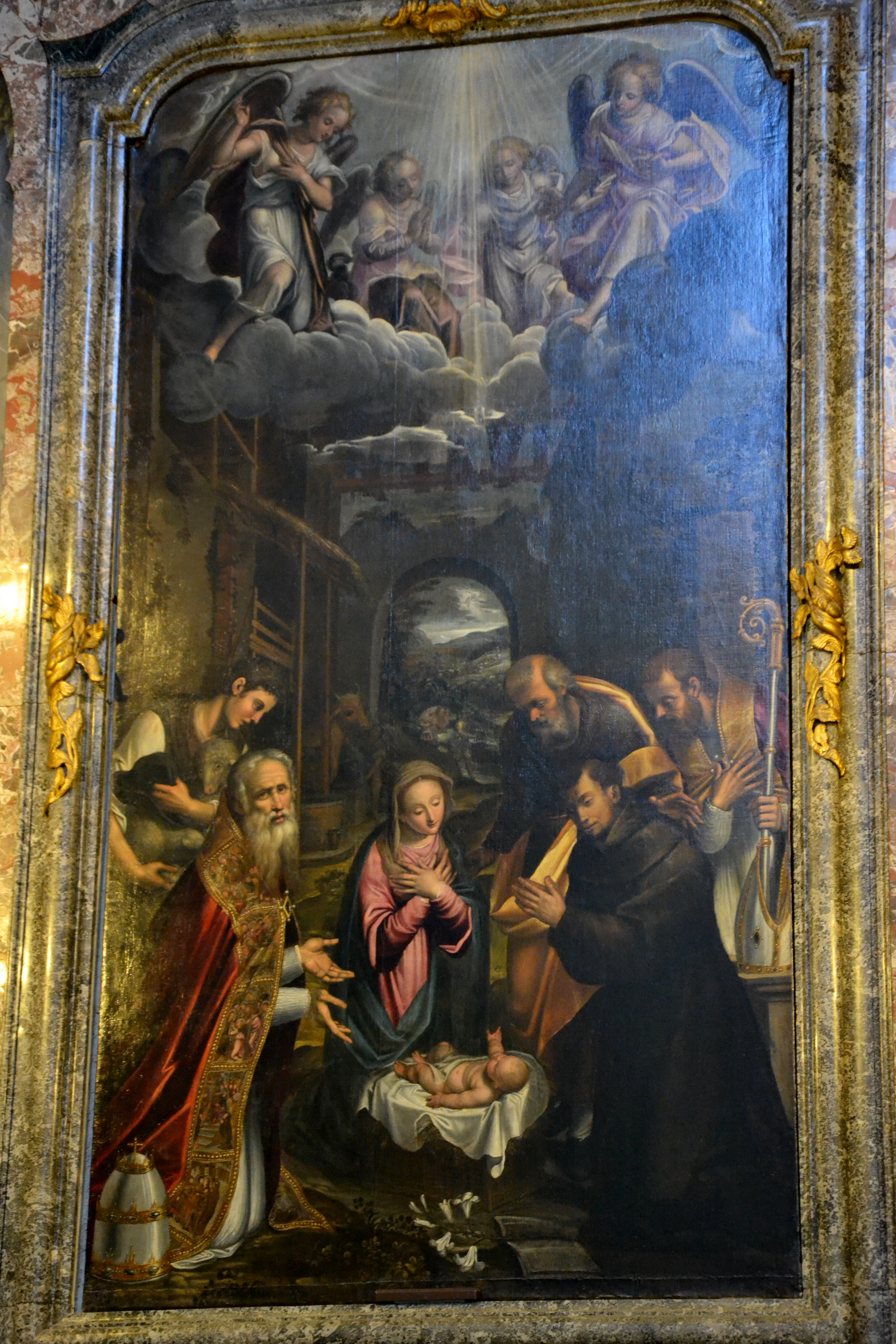
Simone Peterzano, Geburt des heiligen Antonius, Johannes XIV. Canepanova und Ippolito de' Rossi.
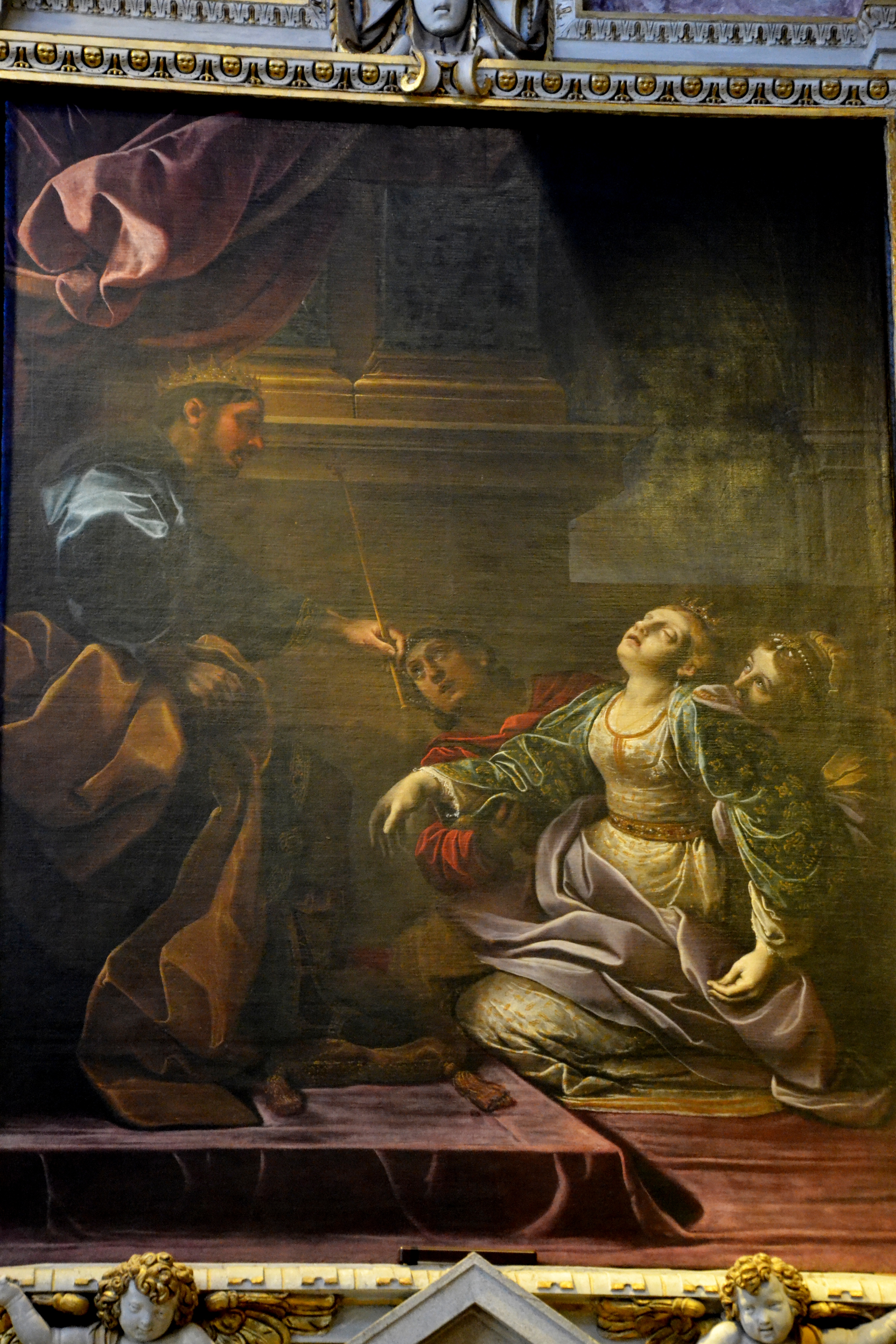
Alessandro Tiarini, Ester und Assuero.
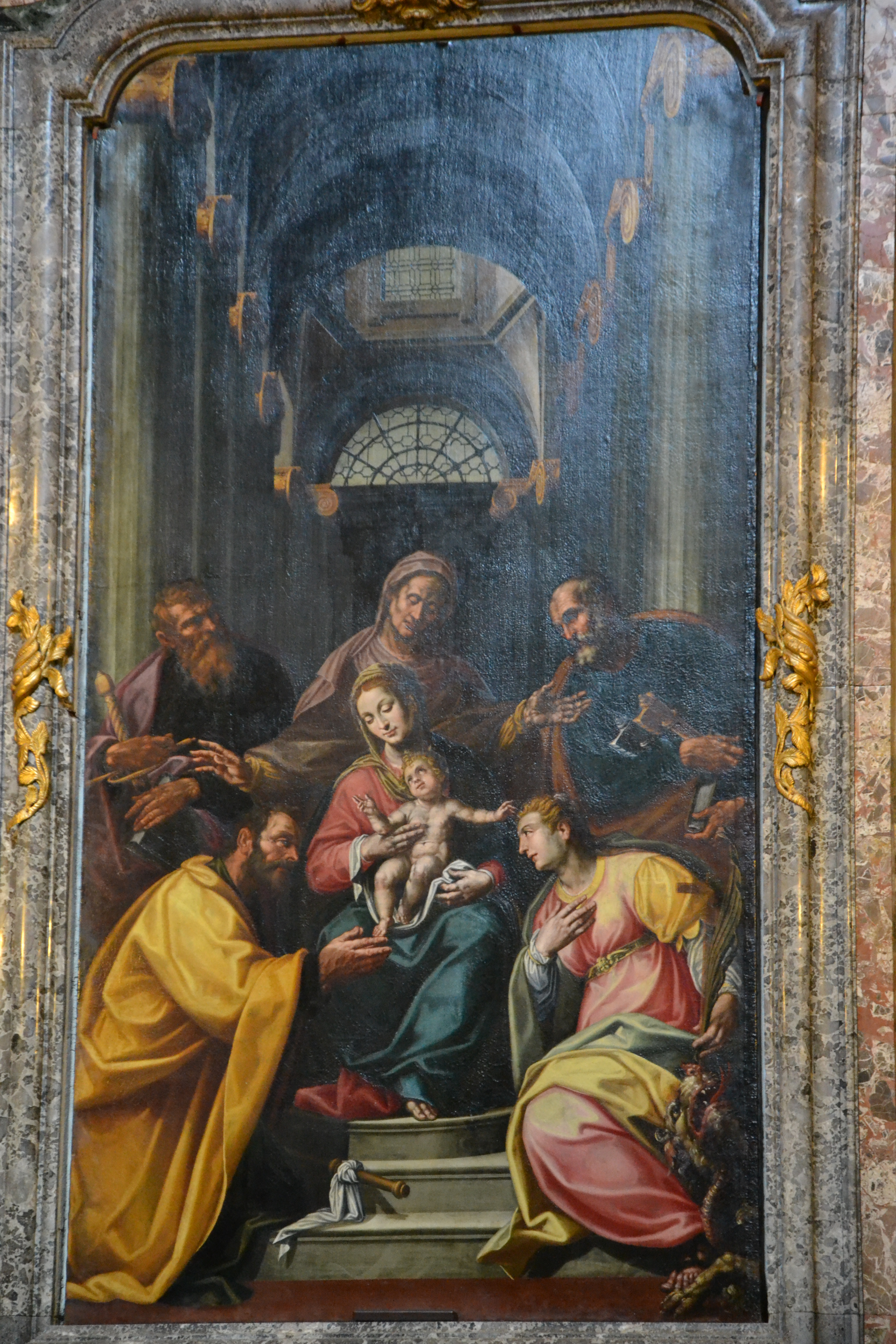
Gianbattista Tassinari, Heiliges Gespräch mit Sant'Anna.